# Molly Peters
Molly Peters, eigentlich Mollie Peters, (* 15. März 1942 in Walsham-le-Willows, Suffolk, England; † 30. Mai 2017) war eine britische Schauspielerin und Model.

## Karriere
Peters startete ihre Karriere als Model, bis sie von dem Regisseur Terence Young entdeckt wurde. 1965 war sie in der November-Ausgabe des Playboy im Rahmen einer Bilderserie mit dem Titel James Bond’s Girls von Richard Maibaum zu sehen.
Molly Peters trat in nur drei Kinospielfilmen während der 1960er Jahre auf. Ihre bekannteste Rolle ist die des „Bondgirls“ Patricia Fearing in James Bond 007 – Feuerball (1965). Darin spielte Peters eine Krankenschwester, die sich während seines Aufenthalts im Sanatorium um James Bond (Sean Connery) kümmert, was zu einer gemeinsamen Nacht führt. Die erotische Szene galt damals als anstößig und wurde auf Verlangen des British Board of Film Classification mit einigen Schnitten entschärft, um einem X-Rating zu entgehen. Molly Peters gilt als erstes Bondgirl, das sich komplett vor der Kamera entkleidete – sie war allerdings nicht ganz nackt zu sehen. Sie galt daraufhin als eines der Sexsymbole der 1960er Jahre.
Dass ihre Filmkarriere so kurz ausfiel, war angeblich das Ergebnis einer Meinungsverschiedenheit mit ihrem Agenten. Sie zog sich später aus dem Schauspielgeschäft zurück, heiratete und lebte mit ihrem Ehemann in Ipswich.

## Filmografie
- 1964: Peter Studies Form (Kurzfilm)
- 1965: James Bond 007 – Feuerball (Thunderball)
- 1966: Wie tötet man eine Dame? (Das Geheimnis der gelben Mönche)
- 1966: Das Experiment (Fernsehfilm)
- 1967: Armchair Theatre (Fernsehserie, eine Folge)
- 1967: Baker’s Half-Dozen (Fernsehserie, eine Folge)
- 1967: The Naked World of Harrison Marks (Pseudo-Dokumentarfilm)
- 1968: Der Spinner (Don’t Raise the Bridge, Lower the River)